# Route flapping
Route flapping — «нестабильность маршрута» или «флапанье маршрутов» (от англ. flap — махать, хлопать). Возникает в сети передачи данных в случае если маршрутизатор попеременно, c высокой частотой анонсирует маршрут в определённую сеть через разные маршрутизаторы назначения, или же чередует анонсы соответствующими анонсами о недоступности данной сети. Близкая ситуация — нестабильность сетевого интерфейса («линка»): вследствие аппаратного сбоя устройство попеременно определяет состояние своего сетевого интерфейса как «рабочее», «не рабочее». Также бывает так называемый «флаппинг мак-адреса».
К нестабильности маршрута приводят аварии в сети (вызванные аппаратными сбоями, программными сбоями, случайными ошибками на линиях связи, ненадежными соединениями и т. д.), что в свою очередь приводит к тому, что часть маршрутной информации пропадает и появляется снова. В сетях, где для построения таблиц маршрутизации используется протокол, в основе которого лежит протокол маршрутизации состояния канала (link-state), нестабильность маршрутов приводит к частому пересчету топологии всеми маршрутизаторам в одном домене маршрутизации. В сетях с дистанционно-векторными (distance vector) протоколами маршрутизации нестабильность маршрутов влечет за собой частую рассылку уведомлений об изменении маршрутов. В обоих случаях это препятствует сходимости сети.
Несколько типичных выводов сообщений из консоли коммутаторов cisco:
- Host 0011.2fef.191c in vlan 159 is flapping between port Gi2/0/1 and port Gi1/0/1
- %RTD-1-ADDR_FLAP: FastEthernet0/6 relearning 52 addrs per min
- %PM-4-ERR_DISABLE: link-flap error detected on Fa0/28, putting Fa0/28 in err-disable state
- %PM-4-ERR_RECOVER: Attempting to recover from link-flap err-disable state on Fa0/28